# Vítkův hrádek (Blažejov)
Vítkův hrádek (deutsch Veitschlössel, auch Pittenhäusel, Vittenhäusel) ist eine Burgruine bei Blažejov im Okres Jindřichův Hradec in Tschechien.

## Geographie
Die Reste der gotischen Burg Vítkův hrádek befinden sich nördlich von Blažejov über dem Tal Jindřišské údolí des Hamerský potok im Naturpark Česká Kanada. Nordöstlich liegt das Dorf Dvoreček.

## Geschichte
Die Burg wurde wahrscheinlich in der ersten Hälfte des 13. Jahrhunderts von dem Witigonen Witiko I. von Neuhaus angelegt. Tomáš Durdík vertritt die Ansicht, dass die Burg der ursprüngliche Sitz des witigonischen Familienzweiges von Neuhaus gewesen ist, während Jindřichův Hradec noch königlicher Besitz war und das Geschlecht nach dem Erwerb von Jindřichův Hradec seinem Sitz dorthin verlagerte. Diese Theorie wird zunehmend bezweifelt, da sie nicht belegbar ist. Weitere Versionen gehen davon aus, dass die Burg von Blažek, einem Höfling Witikos I. von Neuhaus bzw. vom Deutschen Ritterorden errichtet sein soll. Die erste schriftliche Erwähnung der Burg erfolgte im Jahre 1267, als Witiko II. von Neuhaus sie im Zuge seines Eintritts in den Deutschen Orden den Kreuzrittern überschrieb. Bis zum Anfang des 15. Jahrhunderts waren die zur Burg gehörigen Besitzungen der Kirche der hl. Elisabeth in Blažejov angeschlossen und die Burg wahrscheinlich unbewohnt. 1416 wurde Vítkův hrádek als Pfandbesitz von Sezema von Chotěmice erwähnt. Es wird angenommen, dass die Burg zu dieser Zeit bereits wüst war. Letztmals wurde die wüste Burg Vítkův hrádek 1458 unter den Besitzungen des Deutschritterordens aufgeführt.
Von der Anlage mit dreieckigem Grundriss und einem runden Burgfried auf einem Sporn über dem Hamerský potok, die von einem zweifachen Graben und Wall umgeben war, sind Reste der in Opus-spicatum-Bauweise errichteten Burgmauer, die eine Stärke von 1,15 bis 1,35 m hatte, sowie die Grundmauern des Turmes erhalten.